# Macrodictyum wrightii
Macrodictyum wrightii là một loài Rêu trong họ Dicranaceae. Loài này được (Sull.) E.H. Hegew. mô tả khoa học đầu tiên năm 1978.